# ميكانيكا التلامس
ميكانيكا التلامس هو المجال الذي يدرس تشوه الأجسام الصلبة المتلامسة في نقطة أو عدة نقاط. هناك تمييز مفصلي في ميكانيكا التلامس بين الإجهادات التي تؤثر بشكل عمودي على سطوح الأجسام المتلامسة (يعرف باسم الاتجاه الناظم) وإجهادات الاحتكاك التي تؤثر بشكل مماسي بين الأسطح. تركز هذه الصفحة بشكل رئيسي على الاتجاه الناظمي، أي على ميكانيكا التلامس غير الاحتكاكي. ميكانيكا التلامس الاحتكاكي مدروس بشكل منفصل. تنتج الإجهادات الناظمية عن تطبيق القوى وعن التلاصق الحادث بين الأسطح المتلامسة عن قرب حتى لو كانت أسطحًا نظيفة وجافة.
ميكانيكا التلامس جزء من هندسة الميكانيكا. التشكيل الرياضي والفيزيائي لهذا الموضوع مبني على ميكانيكا المواد وميكانيكا الوسط المستمر (ميكانيكا المتصل) ويركز على الحسابات التي تتضمن الأجسام المرنة واللزجة المرنة واللدنة في حالتي التلامس الستاتيكي (التوازني) والديناميكي (الحركي). يوفر علم ميكانيكا التلامس المعلومات الضرورية اللازمة للتصميم الآمن الفعال طاقيًّا للأنظمة التقنية ولدراسة علم الاحتكاك (التريبولوجي) و الصلادة التلامسية والمقاومة الكهربائية التلامسية وقياس القساوة بالتثليم. تُستخدم مبادئ الميكانيكا التلامسي في تطبيقات مثل تلامس العجلات بالسكك الحديدية في القطارات والأجهزة القارنة (القارنات) وأنظمة الكبح (الفرملة) والإطارات والمحامل ومحركات الاحتراق والتركيبات المرفقية الميكانيكاية وأغطية منع التسرب وتشغيل المعادن وتشكيل المعادن واللحام فوق الصوتي والتماسات الكهربائية وتطبيقات عديدة أخرى. تتضمن التحديات الحالية التي يواجهها هذا المجال تحليل الإجهادات للتلامسات والقضبان المتزاوجة وتأثير التشحيم وتصميم المادة على الاحتكاك والاهتراء. تمتد تطبيقات ميكانيكا التلامس لتشمل مناطق اختصاص المايكروتكنولوجي والنانوتكنولوجي.
تعود بداية العمل في ميكانيكا التلامس إلى عام 1882 بنشر ورقة «حول تلامس الأجسام الصلبة المرنة» "Ueber die Berührung fester elastischer Körper" من قبل هاينريش هيرتز. كان هيرتز يحاول فهم كيف يمكن للخصائص البصرية لعدة عدسات متوضعة فوق بعضها أن تغير القوة التي تبقي العدسات مع بعضها. يشير مصطلح التلامس الهيرتزي إلى الإجهادات المحلية التي تتشكل عند تلامس سطحين منحنيين وتتشوه بشكل طفيف تحت الأحمال المطبقة. هذا القدر من التشوه يتعلق بمعامل المرونة للمادة التي يحدث لها التلامس. وينتج عنه أن الإجهاد التلامسي يكون تابعاً لقوة التلامس الناظمية ونصف قطر المنحني لكلي الجسمين وعامل المرونة لكلي الجسمين أيضاً. يشكل إجهاد التلامس الهيرتزي أساس المعادلات الخاصة بالقدرة على استيعاب الأحمال المطبقة وعمر التعب في المحامل والمسننات وأجسام أخرى كثيرة يتعرض فيها سطحان للتلامس.

## التاريخ
يترافق ذكر ميكانيكا التلامس الكلاسيكي غالباً مع هاينريش هيرتز. في عام 1882، حل هيرتز مسألة تلامس جسمين مرنين ذوي سطحين منحنيين. يوفر هذا الحل الكلاسيكي الذي لا يزال يُطبق أساساً للمسائل الحديثة في ميكانيكا التلامس. على سبيل المثال، في هندسة الميكانيكا وعلم الاحتكاك (التريبولوجي)، إجهاد التلامس الهيرتزي هو وصف للإجهاد بين القطع المتزاوجة. يشير إجهاد التلامس الهيرتزي عادةً إلى الإجهاد القريب من منطقة التلامس بين كرتين بنصفي قطرين مختلفين.
مضى من الزمن مئة عام قبل أن يتمكن جونسون وكيندال وروبرتز من إيجاد حل مشابه لحالة التلامس الالتصاقي. رُفضت هذه النظرية من قبل بوريس ديرجاغون وزملائه. الذين اقترحوا نظرية مختلفة للالتصاق في السبعينيات. أصبح نموذج ديرغاجون يعرف باسم نموذج دي إم تي (إشارةً إلى ديجاغون ومولر وتوبوروف)، في حين عُرف نموذج جونسون وزملائه باسم نموذج جيه كي آر (إشارةً إلى جونسون وكيندال وروبرتز) للتلامس المرن الالتصاقي. أدى هذاغ الرفض إلى طوير بارامترات تابور وماغويس اللذين يحددان أي نموذج («جيه كي آر» أو «دي إم تي») يمكن اختياره لتمثيل أفضل للتلامس الالتصاقي لمواد معينة.
يمكن إرجاع ما دون ذلك من تقدم في علم ميكانيكا التلامس في منتصف القرن العشرين إلى أسماء أشخاص من أمثال بودين وتابور. بودين وتابور كانا أول من يؤكد على أهمية خشونة السطح في الأجسام المتلامسة. وبالبحث في خشونة الأسطح، وجد أن مساحة التلامس الفعلي للجسمين المحتكين أقل من المساحة الظاهرية للتلامس. غير هذا الفهم جذرياً اتجاهات المسائل التي يتناولها علم الاحتكاك (التريبولوجي). نتج عن أعمال بودين وتابور عدة نظريات في ميكانيكا تلامس الأجسام السطوح الخشنة.
يجب الإشارة كذلك إلى إسهامات آركارد (1957) عند التطرق إلى الأعمال الرائدة في هذا المجال. خلص آركارد إلى أن مساحة التلامس تتناسب تقريباً مع القوة الناظمية حتى في حالة الأسطح الخشنة المرنة.  قُدمت رؤى مهمة أخرى تحوم حول هذه الخطوط العريضة من قبل غرينوود وويليامسون (1966) وبوش (1975) وبّيرسون (2002) أهم الاكتشافات الرئيسية لهذه الأعمال كانت أن سطح التلامس الحقيقي في المواد الخشنة يتناسب بشكل عام مع القوة الناظمية، بينما يمكن إهمال علاقة بارامترات التماسات الميكروية (الصغرية) الفردية (كالضغط وحجم التلامس الصغري) بالحمل.

## حلول كلاسيكية للتلامس المرن غير الالتصاقي
يمكن استخدام نظرية التلامس بين الأجسام المرنة لإيجاد مساحات التلامس وأعماق الاختراق للبنى البسيطة. بعض الحلول شائعة الاستخدام مدرجة في الأسفل. النظرية المستعملة لإيجاد هذه الحلول مذكورة لاحقاً في هذه المقالة. يمكن إيجاد حلول للعديد من الأشكال الموجودة في التطبيقات التقنية العملية كالجزء المخروطي والكرة المهترئة والوجوه الخشنة والأسطوانات المفرغ...إلخ في:

### تماس بين الكرة ونصف الفضاء الهندسي
تخترق كرة مرنة نصف قطرها {\displaystyle R} نصف فضاء مرن حتى عمق {\displaystyle d} فتصنع مساحة نصف قطرها
{\displaystyle a={\sqrt {Rd}}}
تتعلق القوة المطبقة {\displaystyle F} بالإزاحة {\displaystyle d} وفق
{\displaystyle F={\frac {4}{3}}E^{*}R^{\frac {1}{2}}d^{\frac {3}{2}}}
حيث
{\displaystyle {\frac {1}{E^{*}}}={\frac {1-\nu _{1}^{2}}{E_{1}}}+{\frac {1-\nu _{2}^{2}}{E_{2}}}}
و {\displaystyle E_{1}}.{\displaystyle E_{2}} هما عاملا المرونة و{\displaystyle \nu _{1}}.{\displaystyle \nu _{2}} هما معاملا بواسون أو نسبتا بواسون لكل من الجسمين.
يُعطى توزع الضغط الناظمي في مساحة التلامس كتابع للبعد عن مركز الدائرة وفق:
{\displaystyle p(r)=p_{0}\left(1-{\frac {r^{2}}{a^{2}}}\right)^{\frac {1}{2}}}
حيث {\displaystyle p_{0}} هو الضغط الأعظمي للتلامس ويعطى وفق
{\displaystyle p_{0}={\frac {3F}{2\pi a^{2}}}={\frac {1}{\pi }}\left({\frac {6F{E^{*}}^{2}}{R^{2}}}\right)^{\frac {1}{3}}}
نصف قطر الدائرة يتعلق بالحمل المطبق {\displaystyle F} حسب المعادلة
{\displaystyle a^{3}={\cfrac {3FR}{4E^{*}}}}
عمق الاختراق {\displaystyle d} يتعلق بضغط التلامس الأعظمي وفق
{\displaystyle d={\frac {a^{2}}{R}}=\left({\frac {9F^{2}}{16{E^{*}}^{2}R}}\right)^{\frac {1}{3}}}
إجهاد القص الأعظمي يحدث في الداخل عند {\displaystyle z\approx 0.49a} لأجل {\displaystyle \nu =0.33}

### تماس بين كرتين
لأجل تماس بين كرتين نصفا قطريهما {\displaystyle R_{1}} و {\displaystyle R_{2}}، تكون مساحة التلامس دائرة نصف قطرها {\displaystyle a}. المعادلات نفسها لتماس الكرة مع نصف فضاء هندسي إلا أن نصف القطر الفعال {\displaystyle R} يُعرّف حسب
{\displaystyle {\frac {1}{R}}={\frac {1}{R_{1}}}+{\frac {1}{R_{2}}}}

### تماس بين أسطوانتين متقاطعتين لهما نفس نصف القطرR{\displaystyle R}
هذا يكافئ تماس كرة نصف قطرها {\displaystyle R} مع مستوٍ.

### تماس بين أسطوانة مصمتة ونصف فضاء هندسي بنهاية مسطحة ومرنة
إذا ضُغطت أسطوانة مصمتة على نصف فضاء هندسي مرن ستنشئ توزع ضغط يوصف وفقاً للعلاقة
{\displaystyle p(r)=p_{0}\left(1-{\frac {r^{2}}{R^{2}}}\right)^{-{\frac {1}{2}}}}
حيث {\displaystyle R} نصف قطر الأسطوانة و
{\displaystyle p_{0}={\frac {1}{\pi }}E^{*}{\frac {d}{R}}}
تعطى العلاقة بين عمق الاختراق والقوة الناظمية وفق
{\displaystyle F=2RE^{*}d}

### تلامس بين رأس اختراق مخروطي صلب ونصف فضاء هندسي مرن
في حالة اختراق نصف فضاء هندسي مرن ذي معامل يونغ {\displaystyle E} باستخدام رأس اختراق مخروطي صلب، يكون عمق منطقة الاختراق {\displaystyle \epsilon } ونصف قطر التلامس {\displaystyle a} متعلقين ببعضهما وفق العلاقة
{\displaystyle \epsilon =a\tan(\theta )}
حيث تُعرّف {\displaystyle \theta } على أنها الزاوية بين المستوي والسطح الجانبي للمخروط. يُعطى عمق الاختراق الكلي {\displaystyle d} بالعلاقة
{\displaystyle d={\frac {\pi }{2}}\epsilon }
القوة الإجمالية هي
{\displaystyle F={\frac {\pi E}{2\left(1-\nu ^{2}\right)}}a^{2}\tan(\theta )={\frac {2E}{\pi \left(1-\nu ^{2}\right)}}{\frac {d^{2}}{\tan(\theta )}}}
توزع الضغط يعطى وفق
{\displaystyle p\left(r\right)={\frac {Ed}{\pi a\left(1-\nu ^{2}\right)}}\ln \left({\frac {a}{r}}+{\sqrt {\left({\frac {a}{r}}\right)^{2}-1}}\right)={\frac {Ed}{\pi a\left(1-\nu ^{2}\right)}}\cosh ^{-1}\left({\frac {a}{r}}\right)}
يكون للإجهاد نقطة عدم تعريف لوغاريتمية عند نقطة طرف رأس المخروط.

### تلامس بين أسطوانتين متوازيتي المحور
في حالة التلامس بين أسطوانتين متوازيتي المحور، تتناسب القوة بارتباط خطي مع طول الأسطوانتين L وعمق الاختراق d:
{\displaystyle F\approx {\frac {\pi }{4}}E^{*}Ld}
أنصاف أقطار المنحنيات تغيب كليًّا عن هذه العلاقة. نصف قطر التلامس يعطى بالعلاقة المعتادة
{\displaystyle a={\sqrt {Rd}}}
حيث
{\displaystyle {\frac {1}{R}}={\frac {1}{R_{1}}}+{\frac {1}{R_{2}}}}
كما في التلامس بين كرتين. الضغط الأعظمي يساوي
{\displaystyle p_{0}=\left({\frac {E^{*}F}{\pi LR}}\right)^{\frac {1}{2}}}